# カールセン出版社
カールセン出版社（Carlsen Verlag（カールセン・フェアラーク））は、ドイツのハンブルクに本社を持つ漫画や児童書の出版社。デンマークの同名の会社の子会社。1953年4月25日設立。

ロゴマーク

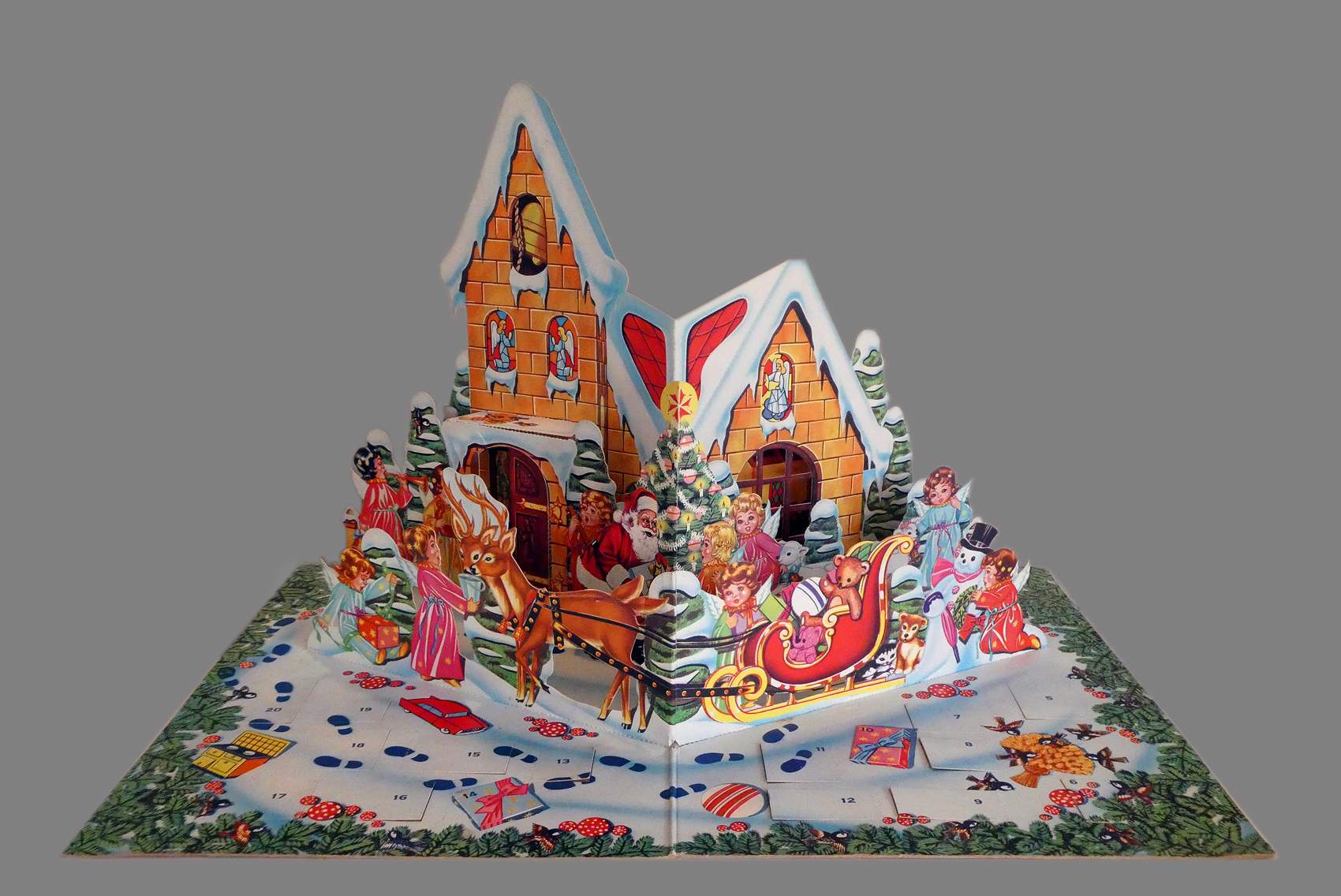
カールセン出版社のポップアップ・ブック、ユーレカレンダー(2021年)

『ドラゴンボール』『ONE PIECE』『NARUTO -ナルト-』などの翻訳出版を行い、ドイツ語版『少年ジャンプ』、"BANZAI!"や少女漫画誌"Daisuki"も発行している。現在ドイツにおける3大漫画出版社のひとつである。

## 翻訳出版
カールセン出版社の漫画部門の編集長カイ＝シュテフェン・シュヴァルツのインタビューによると、ドイツではかつて日本の漫画が翻訳される際に左右反転されていたが、現在は反転させずに日本と同じく右開きで印刷されるのが一般的で、そのきっかけになったのがこの会社である。同社は1967年からフランスのバンド・デシネの『タンタンの冒険』など翻訳した漫画を出版していた。1991年に初めての長編の漫画シリーズ『AKIRA』を出版すると世間でかなりの反響があった。日本漫画の翻訳の試みは、アメリカのマーベル社傘下の会社が左右反転に印刷して翻訳漫画を出版したことに影響されてのことである。
1997年に同社が『ドラゴンボール』の翻訳版を右開きで出版すると、1998年にエグモント社もまた『美少女戦士セーラームーン』をそれにならって同じ向きで出版した。ドイツではこの2作品で1998年に日本の漫画のブームが爆発的に起こり、他の出版社も日本の漫画の翻訳の際には右開きで印刷するようになった。
同社が『ドラゴンボール』を日本と同じ向きに印刷したのは集英社側の要求によるものだった。これはドイツで翻訳される際に鳥山明が「右開きなら出版を許す」という意向を示したためである。
当時の日本のライセンス機関の担当者は右開きの条件の契約については、玉砕覚悟でドイツに渡っていたといわれている。アメリカでは2002年にTOKYOPOPが大々的に右開きで日本漫画の翻訳を始めて成功するが、それに先駆けてのことだった。